# NGC 4100
NGC 4100 este o galaxie spirală situată în constelația Ursa Mare. A fost descoperită în 1788 de către William Herschel. Se află la o distanță de 20,42 de megaparseci de Pământ.